# Maciej Ryszkowski
Maciej Ryszkowski (ur. 10 lipca 1979 w Warszawie) – polski lekkoatleta (sprinter), radny dzielnicy Bemowo m.st. Warszawy w kadencjach: 2006-2010, 2010-2014, 2014-2018, 2018-2024, 2024-2029. Syn Wojciecha Ryszkowskiego.

## Kariera sportowa
Treningi rozpoczął w 1993 roku u wybitnego polskiego trenera Leonarda Dobczyńskiego w klubie sportowym AZS-AWF Warszawa. Po 4 latach treningu trafił do Reprezentacji Polski. Specjalizował się w biegach sprinterskich oraz w sztafetach 4x100m i 4x400m. Zakończył treningi w 2004 roku po niezakwalifikowaniu się na Igrzyska Olimpijskie w Atenach.

### Najważniejsze osiągnięcia
- srebrny medal młodzieżowych mistrzostw Europy (sztafeta 4 x 400 m, Göteborg, 1999)[1]
- 6. miejsce na Mistrzostwach Świata Juniorów (sztafeta 4 x 400 m, Annecy, 1998)
- 9. miejsce w Młodzieżowych Mistrzostwach Europy (Amsterdam, 2001)[potrzebny przypis]
- 9 medali Mistrzostw Polski Juniorów, Młodzieżowców i Seniorów (1997-2003)[potrzebny przypis]
- 16 medali Akademickich Mistrzostw Polski Juniorów i Seniorów (1997-2003)[potrzebny przypis]
- udział w Mistrzostwach Europy Juniorów (Lublana, 1997)[potrzebny przypis]
- objęty cyklem przygotowań do Igrzysk Olimpijskich w Sydney w 2000 r. (1998-2000)[potrzebny przypis]
- objęty cyklem przygotowań do Igrzysk Olimpijskich w Atenach w 2004 r. (2000-2004)[potrzebny przypis]
- klasa sportowa: Mistrzowska Krajowa[potrzebny przypis]
- Złota Odznaka Akademickiego Związku Sportowego[potrzebny przypis]

### Rekordy życiowe
- 60 m – 7,08[2]
- 100 m – 10,86[2]
- 200 m – 21,37[3]
- 400 m – 46,75[4]

## Kariera polityczna
Startował jako bezpartyjny z powodzeniem w Wyborach Samorządowych 2006 na Radnego Dzielnicy Bemowo 12 listopada 2006 roku z listy PiS. Uzyskał najlepszy wynik w historii PiS na Bemowie – 935 głosów. Jako radny sprawował funkcję Wiceprzewodniczącego Rady Dzielnicy, uczestniczył w pracach Komisji Budżetu i Finansów oraz Komisji Kultury i Sportu.
W 2007 roku startował w Wyborach Parlamentarnych jako bezpartyjny do Sejmu RP V kadencji z 24 miejsca z listy nr 6. Uzyskał 195 głosów (176 z Warszawy i 19 z zagranicy) co nie wystarczyło do objęcia mandatu Poselskiego.
W 2010 startował z powodzeniem w Wyborach Samorządowych 2010 na Radnego Dzielnicy Bemowo 21 listopada 2010 roku z listy PO. Uzyskał wynik 936 głosów. Jako radny przez całą kadencję sprawował funkcję Wiceprzewodniczącego Rady Dzielnicy, uczestniczył w pracach Komisji Budżetu i Finansów oraz Komisji Kultury i Sportu.
W 2014 roku startował z powodzeniem w Wyborach Samorządowych 2014 na Radnego Dzielnicy Bemowo 16 listopada 2014 roku z listy PO. Uzyskał wynik 811 głosów. Jako radny sprawuje funkcję Wiceprzewodniczącego Rady Dzielnicy oraz uczestniczy w pracach Komisji Budżetu i Finansów.
W 2024 roku startował z powodzeniem w Wyborach Samorządowych 2024 na Radnego Dzielnicy Bemowo 7 kwietnia 2024 roku z listy KO. Uzyskał wynik 833 głosy.

## Inne
- Ukończył dzienne studia magisterskie na kierunkach: zarządzanie i marketing na Uniwersytecie Warszawskim i wychowanie fizyczne na Akademii Wychowania Fizycznego w Warszawie. W czerwcu 2009 roku ukończył studia doktoranckie w Akademii Wychowania Fizycznego w Warszawie. Od 2005 roku ma otwarty przewód doktorski.
- Jest trenerem lekkoatletyki i instruktorem narciarstwa zjazdowego.
- Pracuje jako nauczyciel akademicki, dyrektor biura marketingu oraz doradca ds. sponsoringu sportowego.
- Członek stowarzyszenia Mensa Polska od 2003 r., Korporacji Przedsiębiorców Sportowych od 2004 r. oraz Rady Młodych Polskiej Akademii Olimpijskiej od 2006 r.
- Od 2006 ojciec Amelii.